# Spencer (Indiana)
Spencer város az USA Indiana államában. Lakosainak száma 2454 fő (2020. április 1.).

## Népesség
A település népességének változása:

| 2010 | 2 217 |
| 2020 | 2 454 |